# Phlyctimantis boulengeri
Phlyctimantis boulengeri är en groddjursart som beskrevs av Perret 1986. Phlyctimantis boulengeri ingår i släktet Phlyctimantis och familjen gräsgrodor. IUCN kategoriserar arten globalt som livskraftig. Inga underarter finns listade i Catalogue of Life.